# Final Fantasy III
Final Fantasy III (ファイナルファンタジーIII, Fainaru Fantajī Surī) é um jogo eletrônico de RPG desenvolvido e publicado pela Square em 1990 para o Nintendo Entertainment System, sendo o terceiro título principal da série Final Fantasy. A história segue quatro jovens atraídos para um cristal de luz que lhes dá poderes e os instrui a restaurar o equilíbrio do mundo. Os quatro reconhecem a importância das palavras do cristal, porém não compreendem completamente seu significado, partindo assim em uma aventura para explorar o mundo.
O jogo nunca foi lançado fora do Japão até uma recriação ser produzida para o Nintendo DS em 2006, sendo o último Final Fantasy a finalmente receber um lançamento na América do Norte e Europa. Anteriormente houve planos para uma recriação no console portátil WonderSwan Color, como havia acontecido com o primeiro, segundo e quarto jogos da série, porém essa versão enfrentou vários atrasos e acabou cancelada devido o cancelamento prematuro do console.

## Jogabilidade

Uma batalha na versão para NES de Final Fantasy III. Como Final Fantasy, o jogo também usa um sistema de classes, mas aprimorado: o número de classes é maior, é possível trocá-las durante o jogo e
elas possuem habilidades exclusivas.

Os cristais concedem aos personagens as Jobs (profissões/classes), uma tradição da série Final Fantasy. Ao invés de escolher uma única classe e passar o restante do jogo com ela, como aconteceu em Final Fantasy, em FF III o jogador é livre para escolher dentre várias profissões, como: Archer, Scholar, Geomancer, Viking, Magic Knight, Bard, Sage, etc. Todas as classes possuem armas e equipamentos específicos. Outras profissões são obtidas conforme o jogador encontra os demais cristais. Cada profissão possui sua habilidade especial e no jogo uma nova opção no menu foi criado para ela. Agora um Thief tem a habilidade de roubar (Steal) e um Dragoon a de saltar (Jump).
Independente da profissão, os personagens evoluem da mesma forma como nos dois jogos antecessores. Isso faz com que os atributos gerais (ataque, defesa, magia, velocidade, etc) permaneçam em um padrão após mudar de profissão. Duas das mais significativas novas profissões foram adicionadas: Conjurer e Summoner, ambas capazes de invocar seres mágicos pela primeira vez na série. Estas invocações como Odin, Ramuh, Shiva, Ifrit, Titan e Leviathan podem ser comprados em lojas ou obtidos ao derrotar as próprias criaturas. No entanto, tais criaturas não fazem parte da história em si, como em Final Fantasy X, mas invocá-los nas lutas pode ser um fator decisivo para a vitória.
Assim como o segundo capitulo nos apresentou os Chocobos, FF III nos trouxe os Moogles: criaturas brancas com asas de morcego que protegem e convivem com o recluso mago Doga. Eles retornariam na série ora vendendo magias, ora lutando ao lado de sua equipe ou mantendo sua casa limpa. Para atenuar as limitações dos inventários nos jogos anteriores, FF III trouxe os Fat Chocobos, uma variação dos chocobos originais com um único propósito: guardar os itens do jogador.

## Recepção
Em geral, Final Fantasy III foi bem recebido pelos críticos.